# Division de Hyderabad
La division de Hyderabad (en ourdou : حیدر آباد ڈویژن ou en sindi : حيدرآباد ڊويزن) est une subdivision administrative de la province du Sind au Pakistan. Elle compte environ dix millions d'habitants en 2017, et sa capitale est Hyderabad.
Comme l'ensemble des divisions pakistanaises, la subdivision a été abrogée en 2000 avant d'être rétablie en 2008. Avec la création de la division de Banbhore en 2014, Hyderabad a perdu ses trois districts situés les plus au sud. 
La division regroupe les districts suivant :
- district de Dadu
- district d'Hyderabad
- district de Jamshoro
- district de Matiari
- district de Tando Allahyar
- district de Tando Muhammad Khan